# Тувинська улоговина
Тувинська улоговина (рос. Тувинская котловина) — пониження рельєфу між горами Західний Саян, Східний Саян, Алтай і Танну-Ола в республіці Тува. Довжина близько 400 км, ширина від 25 до 60—70 км. Висота коливається від 600 до 900 м над рівнем моря. Горбкувато-рівнинний характер місцевості, дрібносопковик, переважно степ. Улоговину прорізає долину Верхнього Єнісею (Улуг-Хему).
Має поділ на західну і східну частини — Хемчицьку і Улуг-Хемську улоговини, відповідно. Місцями в улоговину вдаються відроги сусідніх хребтів.
Розвинене тваринництво (переважно м'ясо-вовнове вівчарство), вирощування зернових культур (пшениця, ячмінь, просо), Видобуток кам'яного вугілля. Клімат континентальний. Зима холодна, безвітряна, з перевагою ясної і сонячної погоди. Території лежить в «дощовому сутінку» хребтів Алтай і Західний Саян, тому опадів випадає мало — 180—300 мм. Найбільша кількість опадів — до 65-85 % річної суми — припадає на теплу пору року, головним чином на липень і серпень. Середні температури січня від -25 до -34 °, нерідкі морози до -55 -58 °. Літо тепле, часто спекотне. Температура в липні 19-20 °; часом спека досягає 35-40 °.
У Тувинській улоговині розташовані міста Кизил, Шагонар, Чадан, Ак-Довурак.